# أثر كوفيد-19 على الصحة العصبية والنفسية والعقلية وغيرها
وُجد بالإضافة إلى الأعراض الحادة لكوفيد-19 على الرئتين أدلة متزايدة تشير إلى أن كوفيد-19 يسبب أعراضًا عصبية حادة ومزمنة أو نفسية. يُظهر مقدمو الرعاية الصحية أيضًا انتشارًا عاليًا لمخاوف حول الصحة العقلية. يُعتقد أن هذه الأعراض ناتجة عن عدة عوامل مختلفة.
يصيب الفيروس الخلايا العصبية الشمية مباشرةً بالإضافة إلى الخلايا العصبية التي تعبر عن مستقبلات الذوق. على الرغم من أن هذه الخلايا لها صلة مباشرة مع الدماغ، إلا أن الفيروس لا يُظهر تأثير قوي على الخلايا الأخرى في الجهاز العصبي المركزي. يبدو أن العديد من الآثار العصبية ناتجة عن تلف الخلايا الوعائية للدماغ أو من التلف الناتج عن نقص الأكسجة. يمكن أن تؤدي الآثار المزمنة لكوفيد-19 إلى حالة التهابية مزمنة، والتي يمكن أن تزيد الأعراض التي تشبه اضطراب المناعة الذاتية. يعاني العديد من مرضى كوفيد-19 من أعراض نفسية يمكن أن تنشأ إما من الفيروس أو إزمان الالتهاب أو الآثار الجانبية، مثل اضطراب ما بعد الصدمة.
يمكن اكتشاف الفيروس في الدماغ والسائل الدماغي الشوكي بشكل حاد عن طريق تفاعل البوليميراز المتسلسل. اكتُشف وجوده أيضًا في الخلايا البطانية عن طريق الفحص المجهري الإلكتروني، على الرغم من أن هذه الطريقة توفر دليلًا يوضح وجود الفيروس، ولكنها لا تنقل كمية الفيروس الموجودة.

## الأعراض العصبية الحادة لكوفيد-19
يعد فقدان حاسة التذوق أو الشم من بين الأعراض المبكرة والأكثر شيوعًا لكوفيد-19. يعاني ما يقارب من 81% من المرضى المصابين بكوفيد-19 من اضطرابات في حاسة الشم (46% فقدان حاسة الشم، 29% نقص حاسة الشم، 6% صعوبة في الشم). وبالمثل بالنسبة للتذوق، تحدث اضطرابات التذوق عند 94% من المرضى، معظم المرضى يستعيدون حاسة التذوق أو الشم خلال 8 أيام. يعاني العديد من مرضى كوفيد-19 أيضًا من أعراض عصبية أكثر حدة. وتشمل هذه الأعراض: الصداع والغثيان والإقياء وتراجع الوعي والتهاب الدماغ والألم العضلي والأمراض الدماغية الوعائية الحادة بما في ذلك السكتة الدماغية واضطرابات التخثر والنزف داخل الدماغ.
تركز الاهتمام المتزايد على الحوادث الوعائية الدماغية (مثل السكتة)، والتي يبلّغ عنها عند نحو 5% من المرضى في المستشفى، وتحدث عند المرضى الكبار والصغار. كما أُبلغ عن حالات من متلازمة غيلان باريه والتهاب النخاع الحاد والتهاب الدماغ. تظهر متلازمة غيلان باريه كاضطراب مناعي ذاتي يؤدي إلى ضعف تدريجي في العضلات وصعوبة في المشي وأعراض أخرى تعكس ضعف الإشارات العصبية العضلية.

### اضطرابات الشم والتذوق
يعاني العديد من مرضى كوفيد-19 من اضطرابات التذوق أو الشم. اعتمادًا على إحدى الدراسات وُجد أن 41-62% من المرضى يعانون من اضطراب في حاسة الشم، والتي يمكن أن تظهر على شكل فقدان حاسة الشم أو نقص حاسة الشم (انخفاض الشم)، ومع ذلك، فإن فقدان حاسة الشم لا يقتصر على كوفيد-19؛ نحو 12.5% من مرضى الإنفلونزا يفقدون حاسة الشم، ومرضى فيروس الإيبولا أيضًا يعانون من هذه المشكلة. من بين المرضى المصابين بـ كوفيد-19، يستعيد 50% من المرضى حاسة الشم في غضون 14 يومًا، و89% من المرضى لديهم شفاء كامل في غضون 4 أسابيع. يعاني 5% فقط من مرضى كوفيد-19 من فقدان حاسة الشم لمدة تزيد عن 40 يومًا.

## الأعراض النفسية الحادة لكوفيد-19
يختلف الانتشار المُبلغ عنه فيما يتعلق باضطرابات الصحة العقلية اعتمادًا على الدراسة. في إحدى المراجعات، سُجلت حالات من القلق والاكتئاب والأرق والضيق عند ما يصل إلى 35% من المرضى الذين يعانون من أعراض خفيفة، و13% من المرضى كان لديهم أعراض نفسية من متوسطة إلى شديدة. أفادت مراجعة أخرى بتكرار حالات الإصابة بالاكتئاب والقلق بنسبة 47% و37%. ترتبط هذه الأعراض النفسية مع الواسمات الحيوية المعتمدة على الدم، مثل بروتين سي التفاعلي، وهو بروتين التهابي.

## الأعراض النفسية المزمنة لكوفيد-19
يوجد الكثير من الأعراض المزمنة عند المرضى الذين يتعافون من كوفيد-19، منها: الذكريات المؤلمة (30%)، انخفاض في مستوى الذاكرة (19%)، التعب (19%)، الهياج (13%) والأرق (12%) وتقلبات في المزاج (11%). تنتشر أعراض أخرى أيضًا، ولكنها لم تُسجّل في مقالات كثيرة؛ وتشمل هذه الأعراض: اضطراب في النوم (100% من المرضى) واضطرابات في الانتباه والتركيز (20%). تؤدي هذه المشكلات المتراكمة لاحقًا إلى انخفاض عام وكمّي في نوعية وجودة الحياة والأداء الاجتماعي.

## أعراض الصحة العقلية عند مقدمي الرعاية لمرضى كوفيد-19
كوفيد -19، جائحة عالمية شديدة العدوى، هذا يؤثر بشكل كبير على صحة الناس العقلية. وفقًا لخبراء الصحة النفسية، تسبب جائحة كوفيد-19 آثار سلبية على الصحة العقلية للناس في جميع أنحاء العالم. تتجلى هذه الآثار في تزايد الإحساس بالقلق وانعدام الأمان، ومخاوف أكبر من التمييز والعنصرية.
يقول الخبراء إن الناس يميلون إلى الشعور بالكثير من القلق وانعدام الأمان عندما تتغير البيئة المحيطة بهم. كوفيد-19، الذي ينتشر بسرعة هائلة، هو سبب شعور الناس بمزيد من الذعر والقلق. سبب آخر ذكره الخبراء هو تزايد الإشاعات والأخبار الخاطئة وهذا ما سبب إثارة المخاوف لدى الجميع. بالإضافة إلى ذلك، يمكن أن يؤدي القلق والخوف المرتبطان بالعدوى إلى سلوكيات من التمييز والعنصرية. تؤدي هذه الأشياء إلى ظهور سلوكيات اجتماعية سلبية بشكل متزايد، ما جعل الصحة العقلية تزداد سوءًا بدلًا من التحسن.
يؤثر كوفيد-19 أيضًا على العاملين في مجال الرعاية الصحية. يبدو أن الأطباء والممرضات يعانون من معدلات متشابهة من مشاكل الصحة العقلية مع ارتفاع معدلات القلق (40-45%) والاكتئاب (12-30%) والأرق المتراوح ما بين المعتدل والشديد (62% و27% على التوالي). كثيرًا ما يُظهر العاملون في مجال الرعاية الصحية أعراض اضطراب ما بعد الصدمة (14%). عمومًا، يُظهر نحو 50% من العاملين في مجال الرعاية الصحية حاليًا شكلًا من أشكال المشاعر السلبية.

## أعراض كوفيد-19 عند الأطفال
يُظهر الأطفال أيضًا أعراضًا عصبية أو نفسية مرتبطة بكوفيد-19، على الرغم من أن معدل الإصابة بالمرض الحاد أقل بكثير بين الأطفال منه لدى البالغين. يبدو أن الأطفال المصابين بكوفيد-19 يظهرون معدلات مماثلة بالنسبة لفقدان حاستي التذوق والشم لدى البالغين. حظيت متلازمة كاوازاكي، وهي متلازمة التهابية تصيب العديد من الأجهزة، باهتمام واسع النطاق، يعاني نحو 16% من الأطفال من نوع من المظاهر العصبية لكوفيد-19، مثل الصداع أو التعب. يعاني حوالي 1% من الأطفال من أعراض عصبية شديدة. نحو 15% من الأطفال المصابين بمتلازمة كاوازاكي تظهر عليهم أعراض عصبية شديدة، مثل اعتلال الدماغ. لا يبدو أن كوفيد-19 يتسبب في حدوث نوبات صرع جديدة لدى الأطفال، ولكنه قد يؤدي إلى حدوث نوبات لدى الأطفال الذين لديهم تاريخ سابق من الصرع. كما لم يرتبط كوفيد-19 بحدوث السكتات الدماغية عند الأطفال. يبدو أن متلازمة غيلان باريه نادرة أيضًا عند الأطفال.